# Ernesto Lazzatti
Ernesto Lazzatti (25 września 1915 – 30 grudnia 1988) – piłkarz argentyński noszący przydomek Pibe de Oro, pomocnik. Później trener, a następnie dziennikarz sportowy.
Urodzony w Ingeniero White Lazzatti w piłkę zaczął grać w 1924 roku w miejscowym klubie Puerto Comercial. Zawodową karierę piłkarską rozpoczął w 1933 roku w klubie Boca Juniors, w którym zadebiutował 8 kwietnia 1934 roku w wygranym 3:2 meczu z Chacarita Juniors. Razem z Boca Juniors już na początku dwa razy z rzędu zdobył mistrzostwo Argentyny - w 1934 i 1935 roku. W reprezentacji zadebiutował 9 sierpnia 1936 roku w wygranym 1:0 meczu z Urugwajem.
Jako gracz klubu Boca Juniors wziął udział w turnieju Copa América 1937, gdzie Argentyna zdobyła tytuł mistrza Ameryki Południowej. Lazzatti zagrał w trzech meczach – z Urugwajem (na pół godziny przed końcem zmienił go José Minella), Brazylią (zastąpił w drugiej połowie Minellę) oraz w decydującym o mistrzostwie barażowym pojedynku z Brazylią.
Po mistrzostwach kontynentalnych jeszcze trzy razy jako członek drużyny Boca Juniors sięgnął po krajowy prymat – w 1940, 1943 i 1944 roku.
Ostatni raz w barwach Boca Juniors Lazzatti zagrał 24 sierpnia 1947 roku w przegranym 1:2 meczu z River Plate. W tym samym roku Lazzatti przeszedł do urugwajskiego klubu Danubio FC. W Boca Juniors rozegrał łącznie 379 meczów (220 zwycięstw i 78 remisów), a dokładniej 33 846 minut oraz zdobył 6 bramek. W 1948 roku, po rozegraniu 50 meczów, zakończył karierę w klubie Danubio. W latach 1936–1937 rozegrał w reprezentacji Argentyny 4 mecze. Z powodu imponujących umiejętności technicznych Lazzatti zyskał sobie przydomek Pibe de Oro (czyli Złoty Chłopiec).
Po zakończeniu kariery piłkarskiej Lazzatti spróbował pracy trenerskiej, dwukrotnie kierując drużyną Boca Juniors – w 1950 roku oraz w 1954 roku. W 1954 doprowadził dwój zespół do mistrzostwa Argentyny. Po tym sukcesie nie wrócił już do pracy trenerskiej, poświęcając swój czas dziennikarstwu sportowemu.